# Morsimus areatus
Morsimus areatus är en insektsart som beskrevs av Carl Stål 1877. Morsimus areatus ingår i släktet Morsimus och familjen vårtbitare. Inga underarter finns listade i Catalogue of Life.